# Richland (Texas)
Richland ist eine Stadt im Navarro County im US-Bundesstaat Texas in den Vereinigten Staaten. Das U.S. Census Bureau hat bei der Volkszählung 2020 eine Einwohnerzahl von 255 ermittelt.

## Geografie
Die Stadt liegt im mittleren Osten von Texas an der Interstate 45, etwa 20 Kilometer südlich von Corsicana und hat eine Gesamtfläche von 2,8 km².

## Geschichte
Die Stadt wurde um 1848 gegründet, als Asa Chambers einen Gemischtwarenladen eröffnete und im selben Jahr eine Poststation namens Richland Crossing nahe dem Richland Creek an der Straße nach Corsicana in Betrieb genommen wurde. Die Schule wurde zur Zeit des Amerikanischen Bürgerkriegs gebaut. Als 1871 die Gleise der Houston and Texas Central Railway in der Nähe verlegt wurden, begann sich der Ort aufzulösen und bildete sich rund um das Eisenbahndepot neu.

## Demografische Daten
Nach der Volkszählung im Jahr 2000 lebten hier 8.132 Menschen in 3.197 Haushalten und 2.196 Familien. Die Bevölkerungsdichte betrug 996,8 Einwohner pro km². Ethnisch betrachtet setzte sich die Bevölkerung zusammen aus 90,41 % weißer Bevölkerung, 1,44 % Afroamerikanern, 0,61 % amerikanischen Ureinwohnern, 1,01 % Asiaten, 0,27 % Bewohnern aus dem pazifischen Inselraum und 4,06 % aus anderen ethnischen Gruppen. Etwa 2,20 % waren gemischter Abstammung, und 10,15 % der Bevölkerung waren spanischer oder lateinamerikanischer Abstammung.
Von den 3.197 Haushalten hatten 29,7 % Kinder unter 18 Jahre, die im Haushalt lebten. 52,9 % davon waren verheiratete, zusammenlebende Paare. 11,5 % waren alleinerziehende Mütter, und 31,3 % waren keine Familien. 26,4 % aller Haushalte waren Singlehaushalte, und in 12,0 % lebten Menschen, die 65 Jahre oder älter waren. Die Durchschnittshaushaltsgröße betrug 2,47, und die durchschnittliche Größe einer Familie belief sich auf 2,99 Personen.
23,6 % der Bevölkerung waren unter 18 Jahre alt, 7,1 % von 18 bis 24, 27,4 % von 25 bis 44, 21,7 % von 45 bis 64, und 20,2 %, die 65 Jahre oder älter waren. Das Durchschnittsalter war 40 Jahre. Auf 100 weibliche Personen aller Altersgruppen kamen 85,9 männliche Personen. Auf 100 Frauen im Alter von 18 Jahren, und darüber kamen 83,2 Männer.
Das jährliche Durchschnittseinkommen eines Haushalts betrug 43.377 USD, das Durchschnittseinkommen einer Familie 50.377 USD. Männer hatten ein Durchschnittseinkommen von 35.635 USD gegenüber den Frauen mit 28.066 USD. Das Prokopfeinkommen betrug 20.247 USD. 5,8 % der Bevölkerung, und 3,9 % der Familien lebten unterhalb der Armutsgrenze. Davon waren 8,2 % Kinder und Jugendliche unter 18 Jahren, und 3,1 % waren 65 oder älter.